# Tubor
La Tubor S.p.A., o Radiatori Tubor S.p.A., è stata un'importante azienda italiana specializzata nella produzione di radiatori in acciaio per riscaldamento e di elementi per l'arredobagno.

## Storia

### Origini
L'azienda nacque a Verbania nel 1967 con il nome di Radiatori Tubor S.p.A.. In quelli anni il mercato dei radiatori era in rapida ascesa, soprattutto per il diffondersi dei riscaldamenti centralizzati nelle case che sostituivano i vecchi metodi di riscaldamento, come stufe e camini; la società nacque quindi in un periodo assai favorevole. Lo stabilimento produttivo si trovava nel comune di San Bernardino Verbano, poco lontano da Verbania.

### La produzione
Nel corso degli anni settanta e fino al 2007 era uno dei leader europei nel settore del riscaldamento. La produzione era incentrata su due diversi settori: il primo era quello relativo ai radiatori tubolari in acciaio, il più importante, il secondo relativo ai prodotti per l'arredobagno.
Lo sviluppo di moderne e sempre più veloci tecniche di lavorazione, ha portato l'azienda alla soglia dei 250.000 radiatori prodotti in un anno (anni 2000). In modo particolare ogni radiatore veniva sottoposto a due distinti controlli di collaudo e successivamente protetto e finito con due strati di vernice: il primo, di fondo, con elettrodeposizione anaforetica, il secondo con polvere epossipoliestere.

### L'indagine giudiziaria e il fallimento
Dopo aver superato la soglia dei 30 anni, nel 2007, la Tubor era sempre una delle leader nel settore, con oltre 200 dipendenti. Nel mese di ottobre però, a seguito di un'indagine finanziaria sui conti societari compiuta dalla Guardia di Finanza, venne scoperto un buco ingente di denaro dovuto, sicuramente, ad operazioni finanziarie illecite operate dalla proprietà.
Scattate immediatamente le misure della Procura vennero bloccati i conti societari, situazione che portò in poco tempo all'esaurimento delle materie prime e al conseguente blocco della produzione, nonché alla difficoltà di pagamento delle mensilità dei dipendenti senza che la proprietà amettesse i propri errori e pagasse i dovuti importi allo Stato.
Intanto la Procura non poté fare altro che presentare istanza di fallimento per la società, ormai non più in grado di continuare la produzione; la situazione dei lavoratori divenne perciò assai precaria e tutte le istituzioni locali cercavano di poter salvare l'azienda dalla chiusura. Il 14 dicembre venne accolta l'istanza di fallimento presentata poco tempo prima dal pm, con la nomina di un curatore fallimentare che sbrigasse le pratiche relative. Gli oltre 200 dipendenti vennero quindi messi in cassa integrazione.